# Eva Kotchever
Eva Kotchever, também conhecida como Eve Addams, nascida Chawa Zloczower em 1891 em Mława e morreu em Auschwitz em 17 de dezembro de 1943, é uma judia polonesa conhecida por ter realizado em 1925-1926  Nova York o bar "Eve's Hangout", considerado o primeiro bar lésbico do mundo.

## Biografia
Chava Zloczower nasceu em 1891 na Polônia. Emigrou para Nova Iorque na década de 1920, sob o nome de Eva Kotchever, abriu em 1925 no Greenwich Village o  Eve's Hangout , também conhecido como  Eve Addams 'Tearoom' '.
Lá fora, ela coloca uma placa que diz: Men are admitted but not welcome ("Homens são admitidos, mas não são bem-vindos").
Após uma operação policial em 19 de junho de 1926, ela foi considerada culpada de obscenidade por ter escrito "Lesbian Love", que a polícia encontrou em casa.
O bar está fechado pelas autoridades. Eva Kotchever foi expulsa dos Estados Unidos por "obscenidade" em dezembro de 1926.
Ela volta para a Europa e se refugia em Paris, onde abre um novo clube de lésbicas e uma livraria para mulheres.
Na década de 1930, ela lutou ao lado dos republicanos espanhóis durante a Guerra Civil Espanhola.
Ela foi presa pela polícia francesa em 1943.
Ela foi deportada para Auschwitz, onde foi assassinada em 17 de dezembro de 1943.
Hoje, recebe tributos da cidade de Nova Iorque e Paris. A capital francesa nomeou em sua memória uma rua e uma escola no 18º arrondissement.